# Hyacintheae
Hyacintheae es una tribu de plantas con flores de la familia Asparagaceae.  Es originario de Europa, el Mediterráneo y el norte de África.

## Descripción
Se caracterizan por tener  2 a 8 óvulos por carpelo, elaiosomas presentes en las semillas y números básicos 4 a 8. En esta tribu se incluyen los géneros Amphisiphon, Androsiphon, Bellevalia (con 50 especies), Chionodoxa, Hyacinthoides (sin.: Endymion), Hyacinthus, Muscari (50 especies), Neobakeria, Polyxena, Próspero (25 especies), Puschkinia, Scilla (con 30 especies) y Thuranthos.

## Subtribus
- Hyacinthinae
- Massoniinae[1]

## Géneros
| - Alrawia - Autonoe - Barnardia - Bellevalia - Brimeura - Chionodoxa - Chouardia - Fessia | - Hyacinthella - Hyacinthoides - Hyacinthus - Leopoldia - Muscari - Nectaroscilla - Oncostema - Othocallis | - Pfosseria - Puschkinia - Schnarfia - Scilla - Tractema - Zagrosia |